# Ceriagrion nigroflavum
Ceriagrion nigroflavum е вид водно конче от семейство Coenagrionidae.

## Разпространение
Видът е разпространен в Лаос, Мианмар и Тайланд.